# 강릉 문화재야행
강릉 문화재야행은 지역의 문화유산을 매개로 지역경제와 관광산업의 활성화를 목표로 진행되는 문화재활용사업이다. 강릉시와 강릉문화원은 2016년부터 매년 문화재 야행 사업을 펼쳐왔다. 문화재청에서 주관하는 공모사업에 선정되기도하였으며 매년 발전해가고 있다. 강릉 문화재야행은 2017년과 2019년에 문화재활용 우수사업에 선정되었다. 강릉 문화재야행은 강릉을 상징하는 강릉대도호부를 중심으로 펼쳐지며 역사와 문화콘텐츠를 접목시킨 다양한 프로그램들을 즐길 수 있다. 야경, 야사, 야화, 야식의 4가지 테마를 중점으로 한다.